# أحشويروش الثاني
احشويروش الثاني، (بالفارسية: خشايارشا دوم؛ بالإنجليزية: Xerxes II) هو ملك فارسي، من الأخمينيون ،وابن وخليفة خشایارشا الأول. في عيلام. حكم 45 يوم، تم اغتياله في عام 424 قبل الميلاد. على يد شقيقه سجديانوس، الذي بدوره اغتيل على يد داريوس الثاني.

## خلفية تاريخية
كان خشايارشا الثاني شخصية تاريخية غامضة، عرفت في المقام الأول من كتابات ستيايس. وورد أنه الابن الشرعي الوحيد لأرتحششتا الأول وزوجته الملك داما سباي. ومن المعروف انه قد شغل منصب ولي العهد. وجد أول نقش له يعود إلأى 10 يناير 423 قبل الميلاد في عيلام.